# 松本若菜
松本 若菜（まつもと わかな、1984年〈昭和59年〉2月25日 - ）は、日本の女優。
鳥取県米子市出身。トリプルエー所属。

## 来歴
3姉妹の末っ子として誕生。中学校時代には吹奏楽部に所属しクラリネットを担当。
鳥取県立淀江産業技術高等学校（現、鳥取県立米子南高等学校）食物調理科（15歳）のとき、地元の米子駅前サティ（現イオン米子駅前店）で仕事で鳥取県米子市を訪れていたオフィスウォーカーの社長と、当時事務所の所属タレントであった奈美悦子に偶然に出会いスカウトされるも、この時は芸能界への誘いを断っている。父からの「門限は午後7時」等、比較的厳しい家風の中で育つ。一度は地元で就職したものの、自分の可能性を未知の世界で広げてみたい気持ちが芽生え、前述の高校時代に受けたスカウトの際に断ったオフィスウォーカーに自ら電話し、芸能界入りを決心。2006年3月9日、22歳の時に鳥取県から上京。新宿のルミネtheよしもと近くのうなぎ屋でアルバイトをしながら演技のレッスンに通い、初めて受けたオーディションに見事合格した。
2007年、『仮面ライダー電王』（テレビ朝日）で野上愛理（主演・佐藤健が演じる野上良太郎の姉）役で女優デビュー。同年4月19日にブログを始める。
2008年、TBS敷地内にオープンした「赤坂サカス」のイメージキャラクター「赤坂なでしこ娘」に選ばれ、『赤坂サカス情報 咲かす人 Sacas-Bito』にも出演。
2009年公開の映画『腐女子彼女。』で映画初主演。
2011年6月1日付でオフィスウォーカーからトリプルエーに移籍。
2012年2月、Twitter（現X）を開始。同年10月、映画『はなればなれに』（監督：下手大輔）が東京国際映画祭に招待された際には、監督、出演者らと共にグリーンカーペットを歩いている。
2017年、映画『愚行録』の演技が評価され第39回ヨコハマ映画祭助演女優賞を受賞。
2020年、『麒麟がくる』でNHK大河ドラマに初出演し、徳川家康の母・於大の方役を演じる。
2022年、4月期木曜劇場『やんごとなき一族』（フジテレビ）で主人公・深山佐都をいびる義姉・深山美保子役を演じ、昼ドラ的怪演が話題となり注目を集める。佐都に向けた替え歌と表情・演技などがTwitterでフィーチャーされ『松本劇場』としてハッシュタグやムービーが存在する。同年7月期ドラマ『復讐の未亡人』（テレビ東京）で連続テレビドラマ初主演。
2024年、7月期火曜ドラマ『西園寺さんは家事をしない』（TBS）で芸歴18年目にしてゴールデンプライムタイムの連続ドラマ初主演を務める。

## 人物
- 高校で調理師免許[25]を取得し[26]、他に普通自動車運転免許[25][注 3]も取得。高校時代は学業の傍ら、たこ焼き屋・お好み焼き屋[27]・カフェでアルバイトをしていた。高校卒業後は地元企業に就職し、化粧品会社の美容部員や美容院受付として勤務していた。22歳で上京してからの売れない役者時代も、鰻屋、寿司屋、沖縄料理屋、蕎麦屋など7軒のアルバイトを女優業と掛け持ちし、34歳までいたカフェの厨房では料理長を務めていた[28][9]。
- 松本の動向は、鳥取県庁が配信しているメールマガジン等に記載されたり[29]、地元の『日本海新聞』（新日本海新聞社）に掲載されたりしており[6][29]、2010年5月12日には「とっとりふるさと大使」を委嘱された[1]。それもあり地元鳥取県関連の仕事もするようになる。
- 女優の仕事があまり無い頃から魔法をかけるように自分自身へ鼓舞の言葉をかけることで冷静さを保ったり、叶えたい夢を口に出していたら実際にそれが叶うといった経験から「言葉の力」や「言霊」をとても信用している[30]。
- 好きな男性のタイプは「何かにこだわりを持っている人」「ワードセンスがある人、または自分とワードセンスが似ている人」[31]

### 社会貢献活動
2023年、骨髄バンクへの登録を促進し、理解を深めてもらうため、映画「みんな生きている ～二つ目の誕生日～」への出演を決める。

## 受賞歴
2017年
- 第39回ヨコハマ映画祭 助演女優賞（『愚行録』）

2022年
- 第112回ザテレビジョンドラマアカデミー賞 助演女優賞（『やんごとなき一族』）
- 東京ドラマアウォード2022助演女優賞（『やんごとなき一族』）
- Yahoo!検索大賞2022 俳優部門1位
- 2022 美的GRAND ベストビューティウーマン

2024年
- ORICON NEWS 2024年ブレイク俳優ランキング（女性編） 1位

2025年
- 第49回エランドール賞「新人賞（TVガイド賞）」
- 第34回TV LIFE年間ドラマ大賞2024 主演女優賞（『西園寺さんは家事をしない』）
- 第33回橋田賞 新人賞（『西園寺さんは家事をしない』『わたしの宝物』）
- 第36回日本ジュエリーベストドレッサー賞 40代部門

## 出演

### テレビドラマ
- 仮面ライダー電王（2007年1月28日 - 2008年1月20日、テレビ朝日） - 野上愛理 役[15]
- 世にも奇妙な物語（フジテレビ）
  - 2007秋の特別編 「48%の恋」（2007年10月2日） - 有希 役
  - 2012年 春の特別編 「家族（仮）」（2012年4月21日） - 少女B（あかり） 役
- Around40〜注文の多いオンナたち〜（2008年4月11日 - 6月20日、TBSテレビ） - 片山遥 役
- 狩矢警部シリーズ5・京舞妓殺人事件（2009年1月26日、TBSテレビ） - 梅千代（舞妓） 役
- テレ遊びパフォー! 長髪大怪獣ゲハラ（2009年2月24日、NHK総合） - 通信兵 役
- おちゃべり 第4話（2009年3月5日、毎日放送） - 菊池彩乃 役
- 「超」怖い話 平山夢明の眼球遊園「ラムズスクワッド」 前編・後編（2009年6月6日・13日、TBSチャンネル） - 主演・田淵直子 役[44]
- 新・警視庁捜査一課9係 第1話（2009年7月1日、テレビ朝日） - 池上弥生 役
- 帝王 最終話（2009年9月11日、毎日放送） - 相生真希 役
- アンタッチャブル〜事件記者・鳴海遼子〜 第5話（2009年11月13日、朝日放送テレビ/テレビ朝日） - 南彩香 役
- 土曜ワイド劇場 法医学教室の事件ファイル30（2010年1月9日、テレビ朝日） - 平松翔子 役
- バーテンダー 第7話（2011年3月25日、テレビ朝日） - 三竹商事の社員 役
- 名探偵コナン 工藤新一への挑戦状 第4話（2011年7月28日、読売テレビ） - 松本ナナ 役
- 花嫁のれん 第2シリーズ 第35話 - 最終話（2011年12月19日 - 29日、東海テレビ） - 湯原千里 役
- ラッキーセブン 第1話（2012年1月16日、フジテレビ） - 美香 役
- リーガル・ハイ 第3話（2012年5月1日、フジテレビ） - 相沢の恋人 役
- Answer〜警視庁検証捜査官 第4話（2012年5月9日、テレビ朝日） - 佐伯浩子 役
- 灰色の虹（2012年5月19日、テレビ朝日） - 真島幸菜 役
- 主に泣いてます 第2話（2012年7月14日、フジテレビ） - 美女 役
- 山岳刑事 日本百名山殺人事件（2012年8月20日、TBSテレビ） - 赤尾杏子 役
- 仮面ライダーウィザード 第6話・第7話（2012年10月7日・14日、テレビ朝日） - 川崎愛美 役
- 西村京太郎トラベルミステリー58（2012年11月3日、テレビ朝日） - 小池祐子 役
- 森村誠一の死海の伏流（2012年11月24日、テレビ朝日） - 八切美樹 役
- 松本清張没後20年・ドラマスペシャル 十万分の一の偶然（2012年12月15日、テレビ朝日） - 三宮啓子 役
- 相棒（テレビ朝日） - 大石真弓 役
  - season11 第11話（2013年1月1日）
  - season12 第10話（2014年1月1日）
- 科捜研の女 第12シリーズ 第7話（2013年2月28日、テレビ朝日） - 永崎未紗 役
- 捜査指揮官 水城さや（2013年1月28日、TBSテレビ） - 美樹 役
- 遺留捜査 第3シリーズ 第3話（2013年5月1日、テレビ朝日） - 宗方栞 役
- 私の嫌いな探偵 第5話（2014年2月14日、テレビ朝日） - 水原沙希 役
- 連続ドラマW・ドラマW（WOWOW）
  - トクソウ 第3話 - 第5話（2014年5月25日 - 6月8日）- CLUB Reikaのママ 役[注 4]
  - 撃てない警官 第1話（2016年1月9日）- 岩本敏江 役
  - ヒポクラテスの誓い 第1話（2016年10月2日）- 篠田真紀 役
  - 60 誤判対策室 第1話 - 第3話・最終話（2018年5月6日 - 20日・6月3日）- 長谷川由美 役
  - コールドケース 〜真実の扉〜 第5話（2018年11月10日）- 黒澤遙香 役[45]
  - だから殺せなかった（2022年1月9日 - 2月6日） - 白石琴美 役
  - ドラマW 稲垣家の喪主（2017年3月18日、WOWOW） - 北沢美加 役
- 問題のあるレストラン 第5話（2015年2月12日、フジテレビ） - 上司にナンを叩きつける社員 役
- アルジャーノンに花束を（2015年4月10日 - 6月12日、TBSテレビ） - 小沼由美子 役
- 恋愛あるある。 「社内恋愛あるある」（2015年6月24日、フジテレビ）
- エイジハラスメント 第4話・第9話（2015年7月30日・9月10日、テレビ朝日） - 戸田加奈子 役
- 刑事7人 第1シリーズ 最終話（2015年9月9日、テレビ朝日） - 小野翔子 役
- 図書館戦争 ブック・オブ・メモリーズ（2015年10月5日、TBSテレビ） - 小牧幹久の元カノ 役
- アンダーウェア 第1週（2015年11月13日、フジテレビ） - 西沢瑞希 役
- エンジェル・ハート 第7話（2015年11月22日、日本テレビ） - 高波遥 役
- 大岡越前3 第4話（2016年2月5日、NHK BSプレミアム） - おしの 役
- いつかこの恋を思い出してきっと泣いてしまう 第9話（2016年3月14日、フジテレビ） - 窃盗をした男の子を見つける人 役
- 終着駅の牛尾刑事VS事件記者・冴子16（2017年1月7日、テレビ朝日） - 倉橋真理 役
- 闇の法執行人 第1話 過払い金請求のカラクリを探れ!（2017年6月10日、J:COMプレミアチャンネル） - 立花景子 役
- アイドル×戦士ミラクルちゅーんず! 第14話（2017年7月2日、テレビ東京） - 咲良綾香 役
- ハロー張りネズミ 第8話（2017年9月1日、TBSテレビ） - 栗田朋美 役
- コウノドリ 第2シリーズ（2017年10月13日 - 12月22日、TBSテレビ） - 倉崎恵美 役
- 娘の結婚（2018年1月8日、テレビ東京） - 西原奈津子 役
- 眠狂四郎 The Final（2018年2月17日、フジテレビ） - 狂四郎の母 役
- チア☆ダン（2018年7月13日 - 9月14日、TBS） - 漆戸今日子 役
- dele 第4話（2018年8月17日、テレビ朝日） - 松井美香 役
- 僕らは奇跡でできている（2018年10月9日 - 12月11日、関西テレビ） - 宮本涼子（虹一の母）役
- トレース〜科捜研の男〜 第3話（2019年1月21日、フジテレビ） ‐ 松戸志津香 役
- チャンネル5.5「ゼブラ」（2019年2月22日（21日深夜） - 3月14日、全4話、CBCテレビ） - 須藤康子 役[46]
- さすらい温泉♨遠藤憲一 第8話（2019年3月7日、テレビ東京） ‐ 増本若奈 役
- フルーツ宅配便 第9話（2019年3月8日、テレビ東京） - カボス 役
- 東京独身男子 第1話（2019年4月14日、テレビ朝日） - 岩倉和彦の恋人 役
- インハンド 第3話（2019年4月26日、TBS） - 瀬見みき子 役
- ラジエーションハウス〜放射線科の診断レポート〜 第7話（2019年5月20日、フジテレビ） - 蛭田真貴 役[47]
- 潤一 第4話（2019年8月3日、関西テレビ） - 編集者・三上 役[48]
- トップナイフ-天才脳外科医の条件- 第2話（2020年1月18日、日本テレビ） - 牧羽由香里 役
- 駐在刑事 Season2 最終話（2020年3月6日、テレビ東京） - 清本薫 役[49]
- 大河ドラマ（NHK）
  - 麒麟がくる 第9回・第20回（2020年3月15日・5月31日） - 於大の方 役[20]
  - どうする家康 第37回 - 最終回（2023年10月1日 - 12月17日） - 阿茶局 役[50]
- あまんじゃく 元外科医の殺し屋 最後の闘い（2020年3月30日、テレビ東京） - 煮雪梨花 役[51]
- 映像研には手を出すな!（2020年4月6日 - 5月11日、毎日放送） - 水崎菜穂美 役
- 私の家政夫ナギサさん 第6話・第7話（2020年8月11日・18日、TBS） - 箸尾玲香 役[52]
- 警視庁・捜査一課長 Season4 第15話（2020年8月27日、テレビ朝日） - 成木瑠香 役[53]
- SUITS/スーツ2 第8話・第14話（2020年8月31日・10月12日、フジテレビ） - 尾形万智子 役
- レンタルなんもしない人 最終話（2020年10月1日、テレビ東京） - 森田希美 役
- 七人の秘書 第3話（2020年11月5日、テレビ朝日） - 三好麻里 役
- あのコの夢を見たんです。 第10話（2020年12月5日、テレビ東京） - 山里亮太のファン 役
- ミヤコが京都にやって来た! 第5話・最終話（2021年2月7日・14日、朝日放送テレビ） - 佐知子 役[54]
  - ミヤコが京都にやって来た!〜ふたりの夏〜（2022年10月1日 - 3日、朝日放送テレビ）[55]
- 年の差婚[56] (2020年12月15日 - 2021年2月10日、毎日放送 / TBS） - 西村美雪 役[57]
- サロガシー（2021年3月25日、フジテレビ、第32回フジテレビヤングシナリオ大賞受賞作） - 西岡麻友 役[58][59]
- イチケイのカラス 第1話（2021年4月5日、フジテレビ） - 相馬真弓 役
- 珈琲いかがでしょう 第4話（2021年4月26日、テレビ東京） - 菊川マリ（まりちゃん） 役[60]
- シェフは名探偵 第2話（2021年6月14日、テレビ東京） - 寺門小雪 役[61]
- ホメられたい僕の妄想ごはん 第8話（2021年8月28日、テレビ大阪） - DJ琴音 役[62]
- 准教授・高槻彰良の推察 第6話（2021年9月11日、東海テレビ） - 雪村桃子 役
- ミステリと言う勿れ 第11話・最終話（2022年3月21日・28日、フジテレビ） - 猫田十朱 役
- やんごとなき一族（2022年4月21日 - 6月30日、フジテレビ） - 深山美保子 役[21][63]
- 『星新一の不思議な不思議な短編ドラマ』『地球から来た男』（2022年4月26日、NHK BS4K・BSプレミアム）[64]
- 復讐の未亡人（2022年7月8日 - 8月26日、テレビ東京） - 主演・鈴木密 役[注 5][65]
- ほんとにあった怖い話 夏の特別編2022「遊び待つ」（2022年8月20日、フジテレビ） - 主演・田所弓子 役[66]
- ファーストペンギン!（2022年10月5日 - 12月7日、日本テレビ） - 溝口静 役[67]
- クロサギ 第1話（2022年10月21日、TBS） - 奥村ひとみ 役[68]
- 夕暮れに、手をつなぐ（2023年1月17日 - 3月21日、TBS） - 磯部真紀子 役[69]
- 探偵ロマンス（2023年1月21日 - 2月11日、NHK総合） - 蓬蘭美摩子 / 相馬久代 役[70]
- 18/40〜ふたりなら夢も恋も〜（2023年7月11日 - 9月12日、TBS） - 柴崎薫 役[71]
- にんげんこわい2 第4話「鰍沢」（2023年9月1日、WOWOW） - お熊 役[72]
- ONE DAY〜聖夜のから騒ぎ〜（2023年10月9日 - 12月18日、フジテレビ） - 狩宮カレン 役[73][74]
- デフ・ヴォイス 法廷の手話通訳士（2023年12月16日・23日、NHK総合・NHK BS4K） -  安斉みゆき 役[75]
- 正直不動産スペシャル（2024年1月3日、NHK総合・NHK BSプレミアム4K） - 愛原真耶 役[76][77]
  - 正直不動産2（2024年1月9日 - 3月12日、NHK総合・NHK BSプレミアム4K）[77]
  - 正直不動産ミネルヴァ Special（2025年2月5日、NHK BS）[78]
- 君が心をくれたから（2024年1月8日 - 3月18日、フジテレビ） - 千秋 / 朝野明日香 役[79][80][81]
- アリバイ崩し承りますスペシャル（2024年4月6日、テレビ朝日） - 君嶋薫子 役[82]
- ダブルチート 偽りの警官 Season1（2024年4月26日 - 6月14日、テレビ東京） - 柊麻美 役[83]
- 西園寺さんは家事をしない（2024年7月9日 - 9月17日、TBS） - 主演・西園寺一妃 役[24]
- わたしの宝物（2024年10月17日 - 12月19日、フジテレビ） - 主演・神崎美羽 役[84]
- Dr.アシュラ（2025年4月16日 - 6月25日、フジテレビ） - 主演・杏野朱羅 役[85]
- ザ・ロイヤルファミリー（2025年10月〈予定〉 - 、TBS） - 野崎加奈子 役[86]

### 配信ドラマ
- SixDays（2008年8月16日、魔法のiらんど） - 柳瀬秋穂 役
  - SixDays + アナザーストーリー
- 今日もまた、スマアシの夢を見てしまった 検事・八嶋智人編2話・6話（2013年1月24日・3月28日、見参楽）
- 医師 問題無ノ介（2014年12月20日、dビデオ） - おまる 役
- アンダーウェア 第2話・第3話（2015年9月2日、Netflix） - 西沢瑞希 役
- 恋する男たち 最終話（2020年12月18日、Paravi） - 詩織 役[87]
- 金魚妻（2022年2月14日配信、Netflix） - 田口慈子 役[88]
- 死神さん2 第4話（2022年10月8日、Hulu）- 宇佐美一恵 役
- モダンラブ・東京〜さまざまな愛の形〜「息子の授乳、そしていくつかの不満」（2022年10月21日、Amazon Prime Video） - 香織 役[89]
- エンジェルフライト 国際霊柩送還士 エピソード5（2023年3月17日、Amazon Prime Video） - 遠山ゆり 役
- Dr.アシュラ スペシャルドラマ「医療監修編」（2025年6月11日、FOD） - 杏野朱羅 / 松本若菜（本人） 役[90]

### 映画
- 仮面ライダーシリーズ
  - 劇場版 仮面ライダー電王 俺、誕生!（2007年8月4日） - 野上愛理 役
  - 劇場版 仮面ライダー電王&キバ クライマックス刑事（2008年4月12日） - 野上愛理 役
  - 劇場版 さらば仮面ライダー電王 ファイナル・カウントダウン（2008年10月4日） - 野上愛理 / お雪 役
  - 仮面ライダー×仮面ライダー×仮面ライダー THE MOVIE 超・電王トリロジー - 野上愛理 役
    - EPISODE RED ゼロのスタートウィンクル（2010年5月22日）
    - EPISODE BLUE 派遣イマジンはNEWトラル（2010年6月9日）
    - EPISODE YELLOW お宝DEエンド・パイレーツ（2010年6月19日）
- 長髪大怪獣ゲハラ（2009年） - 通信兵 役
- 腐女子彼女。（2009年5月2日） - 主演・白崎ヨリコ 役（ダブル主演）
- ゴーストライターホテル（2012年3月17日） - ホテル従業員 役
- コラボ・モンスターズ!!「旧支配者のキャロル」（2012年5月12日） - 主演・黒田みゆき 役
- たとえば檸檬（2012年12月15日）
- ペコロスの母に会いに行く（2013年11月16日） - 秀島さと（グループホーム職員） 役
- 凍牌 裏レート麻雀闘牌録（2013年5月18日） - アイ 役
- はなればなれに （2014年4月26日） - 橋本ナナ 役
- 夏を越える少年たち（2014年）
- 小春日和（日米共同制作 2015年） - 郵便局の客 役
- 原宿デニール（2015年5月16日） - スカウトされる女 役
- 駆込み女と駆出し男（2015年5月16日） - お種 役
- ×××KISS KISS KISS 「儀式」（2015年9月5日） - 主演・兎雨子 役
- GONIN サーガ（2015年9月26日） - 百合香 役
- 夏ノ日、君ノ声（2015年10月24日） - 14年後の森野ユカ 役
- ディアーディアー（2015年10月24日） - 西野清美 役
- ホテルコパン（2016年2月13日） - 麻子 役
- 無伴奏（2016年3月26日） - 堂本勢律子 役
- 全員、片想い サムシングブルー（2016年7月2日） - 矢代かえで 役
- 屋根裏の散歩者（2016年7月23日） - 明智文代 役
- けんじ君の春（2016年） - ちはる 役
- キセキ -あの日のソビト-（2017年1月28日） - ラジオパーソナリティー 役
- 愚行録（2017年2月18日） - 夏原友季恵 役[91]
- 母 小林多喜二の母の物語（2017年2月25日） - 小林チマ 役
- コスメティックウォーズ（2017年3月11日） - 藤谷裕美 役
- ケアニン〜あなたでよかった〜（2017年6月17日） - ヒロイン・佐藤夏海 役
  - ケアニン〜こころに咲く花〜（2020年4月3日）
- 結婚（2017年6月24日） - 吉岡真奈 役
- ピンカートンに会いにいく（2018年1月20日） - ヒロイン・中川葵 役
- コーヒーが冷めないうちに（2018年9月21日） - 平井久美 役[92]
- この道（2019年1月11日） - 松下俊子 役[93]
- ピア〜まちをつなぐもの〜（2019年4月26日） - ヒロイン・佐藤夏海 役
- 柴公園（2019年6月14日）- 室町洋子(大学の同僚) 役[94]
- 惡の華（2019年9月27日）
- his（2020年1月24日） - ヒロイン・日比野玲奈 役[95]
- 映像研には手を出すな!（2020年9月25日） - 水崎菜穂美 役[96]
- 大綱引の恋（2020年10月30日鹿児島先行公開、2021年5月7日全国公開） - 中園典子 役[97]
- 君が落とした青空（2021年2月18日） - 実結の母親 役[98]
- 劇場版ポルノグラファー～プレイバック～（2021年2月26日） - ヒロイン・明実春子 役[99]
- ハザードランプ（2022年、劇場公開中止） - ヒロイン・美乃梨 役[100]
- マリッジカウンセラー（2023年1月13日）- ヒロイン・時田結衣 役
- みんな生きている 〜二つ目の誕生日〜（2023年2月4日）- 桜井美智子 役[101]
- 映画 ミステリと言う勿れ（2023年9月15日）- 声の出演
- 氷室蓮司（2024年4月12日公開） - 涼子 役（声の出演）[102]
- はたらく細胞（2024年12月13日） - マクロファージ 役[103]
- 室町無頼（2025年1月17日） - 芳王子 役[104]

### 短編映画
- OFFICE AUGUSTA presents SHORT FILM「ボクと君」 第3話「奏（かなで）」（2020年1月24日） - 桑野春香 役[105]

- マリッジカウンセラー 結衣の決意（2021年5月）- 主演・時田結衣 役

### 舞台
- 劇的朗読劇「苦情の手紙」（2009年5月8日、博品館劇場）
- 舞台版 「心霊探偵八雲 魂をつなぐもの」（2010年12月11日 - 19日、紀伊國屋サザンシアター） - 小沢晴香 役
- タクフェス 春のコメディ祭！「わらいのまち」（2017年3月30日 - 4月12日、東京グローブ座 / 4月14日 - 16日、中日劇場 / 4月18日 - 23日、兵庫県立芸術文化センター）

### バラエティ
- せやねん!（2007年 - 2009年8月、毎日放送）※準レギュラー
- 赤坂サカス情報 咲かす人 Sacas-Bito（2008年2月25日 - 4月24日、TBS）
- チュー'sDAYコミックス 侍チュート!（2009年4月21日・8月4日・8月25日・9月1日・9月8日、毎日放送）
- 古代ロマン歴史の源流・出雲〜荒ぶる神スサノオ伝説にせまる〜 第2作（2010年10月10日、山陰放送）
- ウルトラゾーン 第8話・第14話（2011年12月4日・2012年1月22日、テレビ神奈川） - ミカ 役
- 痛快TV スカッとジャパン ウラオモテが激しい保育士（2018年1月22日、フジテレビ） - 隼人君のお母さん 役
- THE突破ファイル「税関の突破ファイル!姿なき麻薬密輸グループを捕まえろ!」（2019年2月7日、日本テレビ）
- 関ジャニ∞の あとはご自由に 《episode:9》猫の世界（2022年8月23日・30日、フジテレビ） - 一番の古株のボス猫 役
- チコちゃんに叱られる!（2023年1月20日、NHK総合）
- 突然ですが占ってもいいですか？（2023年2月20日、フジテレビ）[106]
- 踊る!さんま御殿!!（2023年4月4日、日本テレビ）
- 芸能界特技王決定戦 TEPPEN（2023年8月12日、フジテレビ）
- 松也Pの○○○（2023年10月10日・17日・24日・31日、BS松竹東急）
- 徹子の部屋（2025年4月8日、テレビ朝日） - ゲスト[107]

### 情報番組
- おーい、ニッポン 私の好きな鳥取県（2009年6月7日、NHK衛星第2）
- 生活向上エンタテインメント 実践FXスタートアップガイド（2009年11月23日 - 29日、BS12 TwellV） - 番組MC
- フェイス エコで不思議！“砂丘の海”の伝統漁（2011年7月15日、NHK鳥取放送局）
- フェイス・グランデ 里山資本主義 神様をいかせ（2012年11月2日、NHK総合）
- スマイルすきっぷ〜明日の元気をフルチャージ!〜（2018年9月21日、TBSテレビ）
- 美食ファンファーレ（2022年4月 - 6月、フジテレビ）
- THE TIME, (2023年7月、TBSテレビ) ※2023年7月度マンスリーレギュラーとして出演。

### テレビアニメ
- 闇芝居 第2期（2014年7月6日 - 9月28日、テレビ東京）

### 吹き替え
- ジュラシック・ワールド/復活の大地（2025年8月8日） - ゾーラ・ベネット 役（スカーレット・ヨハンソン）[108]

### ラジオ
- feel the mind〜最上の出会い〜（2009年10月5日 - 2011年4月1日、TBSラジオ） - アシスタント

### ラジオドラマ
- FMシアター 還れ、大山へ（かえれ、だいせんへ）（2016年9月24日、NHK-FM） - サチ 役

### CM
- 鳥取銀行（山陰地方ローカル）イメージキャラクター[109]（2012年4月1日 - ）
- 大和ハウス 共創共生 「美しきふるまい金沢」篇（2012年1月 - ）
- 鳥取県「鳥取県手話言語条例」普及啓発TV-CM（2013年12月3日 - 9日）[110]
- 大正製薬 パブロン鼻炎カプセルS（2014年2月15日 - ）
- JRA ブランド 「a beautiful race」篇（2016年11月26日 - ）
- アサヒ飲料 カラダカルピス 「撮影現場にて」編（2018年3月30日 - ）
- Amazon.com Amazon Echo（2018年4月1日 - ）
- ミクシィ モンスターストライク BLEACH × モンスト「一緒に卍解」編（2019年5月3日 - ）
- BIZTEL「変身」編・「発音」編（2022年10月17日 - ）[111]
- オージオ Beauty Opener「ビューティーオープナー 美しさの探究」篇（2022年11月9日 - ）[112]
- 大塚製薬 カロリーメイト「吾輩は栄養である・春」篇（2023年7月 - ）
- レインズインターナショナル しゃぶしゃぶ温野菜
  - 「鮮度にこだわる 秋」篇（2023年11月 - ）[113]
  - 「素材にこだわる 冬」篇（2023年12月 - ）[114]
  - 「だから好きです 夏」篇（2025年7月 - ）[115]
- キリンビール 本搾りTM「果実とお酒だけでつくる」篇（2024年2月 - ）[116]
- 第一三共ヘルスケア クリーンデンタル 「初トライ」篇、「くせになる」篇（2024年3月21日 - ）[117]
- 明星食品 「明星 中華三昧」『ガチうめぇじゃん』篇（2024年4月24日 - ）[118]
- キヤノンマーケティングジャパン「登場・熱弁」篇、「登場・おまかせください」篇（2024年9月24日 - ）[119]
- ORIX HOTELS AND RESORTS「あなたに言いたい篇」篇（2024年11月27日 - ）[120]
- Amazon Amazon Prime Video「君のこころが観たいもの。」編（2025年6月11日 - ）[121]

### MV
- J 「TWISTER」（2007年2月7日）
- JAY'ED 「CRY FOR YOU」（2009年7月9日 - ）[122]
- Angelo 「シナプス」（2012年11月14日）
- Yellow Studs 「秋晴れの空」（2014年5月26日 - ）[123]
- 乃木坂46 「立ち直り中」（2015年3月18日）[124]
- 乃木坂46 秋元真夏 「水槽の中」（2017年3月16日 - ） - 姉 役[125]

### ゲーム
- 春ゆきてレトロチカ（2022年5月12日） - 山瀬明里 / 彩綾 / 長浜常盤子 役

### OV
- Kiss&Hug 6話 Erotic（2011年12月9日）
- 脱獄ドクター いのち屋エンマ（2012年9月21日） - 七海夕子 役

## 書籍

### 写真集
- watercolor（2007年11月9日、辰巳出版、撮影：倉繁利）ISBN 978-4-7778-0454-2
- Finalcolor〈サブラDVDムック〉（2009年5月8日、小学館、撮影：西條彰仁）ISBN 978-4-09-103071-9

### カレンダー
- 松本若菜 2009年版カレンダー（2008年9月発売、株式会社ユナイテッドジェイズ）
- 松本若菜 2010年版カレンダー（2009年10月14日、株式会社ハゴロモ）

### 新聞連載
- 松本若菜の読んでかぁさい!見てかぁさい!（2012年4月4日 - 、日本海新聞） - 月1回（毎月第1水曜日）紙上ブログ

## 作品

### DVD
- My Color〜私色〜（2007年12月22日発売、クエストラ）
- Couleur〜色彩〜（2009年4月24日発売、クエストラ）

### CD
- Double-Action Coffee form（2007年9月26日） - ナオミ（秋山莉奈）&愛理（松本若菜） 名義

### その他
- 「踏切すいすい大作戦[126]」 イメージキャラクター
- 赤坂サカスイメージキャラクター「赤坂なでしこ娘」
- とっとりふるさと大使
- キャプテンハーロック -SPACE PIRATE CAPTAIN HARLOCK- （2013年9月7日） - ナミとミーメのモーションキャプチャパフォーマー